# Sex & Religion
Sex & Religion é um álbum do guitarrista norte-americano Steve Vai, lançado em 27 de julho de 1993. Para este álbum Steve Vai formou uma banda (chamada de VAI), o que de certa forma limitou suas possibilidades de criação — em razão disto, este álbum é considerado o mais linear da carreira de Steve.
A capa do álbum aparenta ser uma alusão a São Sebastião.
Uma curiosidade sobre este álbum fica por conta da gravação da faixa-título: No fim da faixa, o vocalista Townsend vai com tudo com um grito melódico perfeitamente afinado mas muito intenso que dura 18 segundos (dos 4:05 to 4:23) – e ele não voltou. Townsend desmaiou depois da tomada, e Vai lembra algo do que um desconexo Devin disse depois que voltou a si. “Oh, machuquei seu cérebro? Oh. Meus dedos estão dormentes… agora, eles estão dormentes… eu posso privar meu cérebro de oxigênio?”

## O Álbum
Sex & Religion alcançou a posição 48 na Billboard 200 dos EUA, a posição 17 na parada de álbuns do Reino Unido e também alcançou o top 60 em quatro outros países. "In My Dreams With You", escrita por Vai em co-autoria com Desmond Child e Roger Greenawalt, foi lançado como single, alcançando a 36ª posição na parada de rock mainstream da Billboard.

### Antecedentes e conflitos
Para "Sex & Religion", Vai desejava montar uma banda de "músicos monstruosos" que incluía ele mesmo, Devin Townsend, o baterista e ex- aluno de Frank Zappa , Terry Bozzio, e o baixista T. M. Stevens. A intenção original era que cada músico contribuísse com ideias e desempenhasse um grande papel no processo criativo, mas Vai acabou microgerenciando todo o projeto, o que gerou muitos conflitos durante a produção do álbum. Como explica Vai, havia uma grande expectativa de fazer outro álbum no estilo Passion and Warfare (1990), mas ele decidiu seguir uma direção radicalmente diferente, confundindo muitos fãs e críticos. A banda se separou após o término do álbum, e Vai posteriormente fez uma turnê apenas com Townsend e vários bateristas e baixistas (incluindo Abe Laboriel Jr., Toss Panos e Scott Thunes).

### Recepção crítica
| Críticas profissionais | Críticas profissionais |
| Avaliações da crítica  | Avaliações da crítica  |
| Fonte                  | Avaliação              |
| ---------------------- | ---------------------- |
| All Music Guide        | [ 5 ]                  |

Stephen Thomas Erlewine, do AllMusic, deu a Sex & Religion duas estrelas de cinco, chamando-o de "o mais previsível e convencional - para não mencionar chato - [álbum] da carreira geralmente notável de Vai" e criticando a banda como sendo "pedante".

## Faixas
| N.º            | Título                      | Compositor(es)                             | Duração |  |
| 1.             | "An Earth Dweller's Return" | Steve Vai                                  | 1:03    |  |
| 2.             | "Here & Now"                | Steve Vai                                  | 4:47    |  |
| 3.             | "In My Dreams With You"     | Steve Vai, Desmond Child, Roger Greenawalt | 5:00    |  |
| 4.             | "Still My Bleeding Heart"   | Steve Vai                                  | 6:00    |  |
| 5.             | "Sex & Religion"            | Steve Vai                                  | 4:24    |  |
| 6.             | "Dirty Black Hole"          | Steve Vai                                  | 4:27    |  |
| 7.             | "Touching Tongues"          | Steve Vai                                  | 4:33    |  |
| 8.             | "State of Grace"            | Steve Vai                                  | 1:41    |  |
| 9.             | "Survive"                   | Steve Vai                                  | 4:46    |  |
| 10.            | "Pig"                       | Steve Vai, Devin Townsend                  | 3:36    |  |
| 11.            | "The Road to Mt. Calvary"   | Steve Vai                                  | 2:35    |  |
| 12.            | "Down Deep into the Pain"   | Steve Vai                                  | 8:01    |  |
| 13.            | "Rescue Me or Bury Me"      | Steve Vai                                  | 8:25    |  |
| Duração total: | Duração total:              | Duração total:                             | 59:18   |  |

| Japanese Bonus Track |                  |                           |         |  |
| N.º                  | Título           | Compositor(es)            | Duração |  |
| 14.                  | "Just Cartilage" | Steve Vai, Devin Townsend | 4:19    |  |
| Duração total:       | Duração total:   | Duração total:            | 63:37   |  |

## Créditos
| - Steve Vai – Guitarra, Backing vocals, Vocal principal na faixa 13 (Rescue Me or Bury Me) - Devin Townsend – Vocal principal - T. M. Stevens – Baixo elétrico - Terry Bozzio – Baterias - Desmond Child - backing vocals em "In My Dreams With You" e em "Just Cartilage". - Kane Roberts - Backing vocals - Ahmet Zappa - Backing vocals - Jerome - Backing vocals - John "Gash" Sombrotto - Backing vocals - Martin Schwartz - Backing vocals - Tracy Turner - Backing vocals - Liz Sroka - Backing vocals | - Jack Martin - Artwork [Logo] - Peter Michelena - Arte da capa - Spencer G. Davis - Arte da capa - Mike Reiter - Engenharia de som - Richard Landers - Engenharia de som - Terri Wong - Engenharia de som - Paul Lani - Engenharia de som (baterias) - Liz Sroka - Engenharia de som - Greg Michaelson - Ilustração - Pam Vai - Assistente de produção - Mark Cimino - Técnico assistente - Stan Schiller - Técnico assistente |

## Desempenho nas Paradas Musicais
Álbum
| Ano  | Ranking            | Posição | Ref.  |
| ---- | ------------------ | ------- | ----- |
| 1993 | MegaCharts         | 26      | [ 3 ] |
| 1993 | Swiss albums chart | 26      | [ 3 ] |
| 1993 | Sverigetopplistan  | 41      | [ 3 ] |
| 1993 | Billboard 200      | 48      | [ 2 ] |
| 1993 | GfK Entertainment  | 53      | [ 3 ] |

### Singles
| Ano  | Canção                  | Ranking                              | Posição | Ref.  |
| ---- | ----------------------- | ------------------------------------ | ------- | ----- |
| 1993 | "In My Dreams With You" | Billboard Hot Mainstream Rock Tracks | 36      | [ 2 ] |